# Дівчина в помаранчевій сукні
«Дівчина в помаранчевій сукні» (англ. The Girl in the Orange Dress) — філіппінська романтична комедія 2018 року режисера Джея Абелло, з Джеріко Розалесом та Джессі Мендіолою в головних ролях Фільм став офіційною заявкою на участь у кінофестивалі Metro Manila Film Festival 2018.

## Сюжет
Одного ранку в готельному номері звичайна дівчина Анна (Джессі Мендіола) прокидається майже без одягу поруч із надзвичайно популярним актором Роєм (Джеріко Розалес). Коли фотографія Райя та Анни, чиє обличчя приховане, і його можна впізнати лише за яскраво-помаранчевою сукнею, яку вона вдягла напередодні ввечері, починає ширитися в Інтернеті, вони вирішують, як втекти з готелю, який на той час штурмують шалені фанати та наполегливі репортери, які прагнуть дізнатися, з якою дівчиною провів ніч Рой.

## Акторський склад

### Головні ролі
- Джеріко Розалес — Рой
- Джессі Мендіола — Анна

### Допоміжні персонажі
- Ріа Атайде — Какай
- Шина Галілі — Саша
- Ханна Ледесма — Деніз
- Кай Кортез — Рейчел
- Ти Рейес — Джіно
- Ніко Антоніо — Хуліо
- Нікко Манало — Ерік
- Віа Антоніо — Керол
- Хуан Мігель Северо — Макі
- Майка Рівера — Гоні
- Джерві Раян «КаладКарен Давіла» Лі — Огі
- Анна Луна — Карен Віллегас (сестра Анни)
- Ческа Іньїго — Бетті (подруга Анни)
- Браян Сай — Джонатан

### Особливі гості
- Дерек Рамзі — Ітан
- Вівторок Варгас у ролі Ліберті Су
- Максен Магалона — Марта
- Дженнілін Меркадо в ролі Агати
- Луїс Манзано в ролі Еріка Дела Круза
- Хлопчик Абунда — Джої Марасіган

## Тематична пісня
- «Ми і ми» (We & Us) у виконанні Мойри Дела Торре